# Andrij Fedčuk
Andrij Vasyl'ovyč Fedčuk (in ucraino Андрій Васильович Федчук?; Kolomyja, 12 gennaio 1980 – Kolomyja, 15 novembre 2009) è stato un pugile ucraino.
È deceduto a soli 29 anni a causa di un incidente stradale.

## Palmarès

### Olimpiadi
- 1 medaglia:
  - 1 bronzo (Sydney 2000 nei pesi mediomassimi)

### Europei dilettanti
- 1 medaglia:
  - 1 bronzo (Pula 2004 nei pesi mediomassimi)